# Tamonea cubensis
Tamonea cubensis là một loài thực vật có hoa trong họ Cỏ roi ngựa. Loài này được (C. Wright ex Griseb.) Krasser miêu tả khoa học đầu tiên năm 1893.